# Giulietta Masina
Giulietta Masina, właśc. Giulia Anna Masina (ur. 22 lutego 1921 w San Giorgio di Piano, zm. 23 marca 1994 w Rzymie) – włoska aktorka teatralna i filmowa, żona Federica Felliniego.
Zagrała wybitne role w filmach twórców włoskiego neorealizmu, ale przede wszystkim w dziełach swego męża:
- Światła variété (1950) – jako Melina
- Biały szejk (1952) – tu po raz pierwszy jako rzymska prostytutka Cabiria
- La strada (1954) – film wyświetlany w polskich kinach pod oryginalnym tytułem włoskim; jako Gelsomina
- Niebieski ptak (1955) – jako Iris
- Noce Cabirii (1957) – w roli tytułowej
- Giulietta i duchy (1965) – film wyświetlany w Polsce pod tytułem Giulietta i duchy – w roli tytułowej, zdradzanej przez męża kobiety
- Ginger i Fred (1985) – jako tancerka amatorka Amelia

Zagrała także w filmach zagranicznych i współprodukcjach, m.in. Pani Zima Juraja Jakubisko (1985) oraz popularnych serialach telewizyjnych, m.in. Camilla (1976) i słuchowiskach radiowych. Prowadziła działalność charytatywną w ramach UNICEF.